# 阳翼航空
阳翼航空（英語：Sunwing Airlines）是一家总部设置于加拿大安大略省多伦多的航空公司。其业务是提供前往加拿大，美国，墨西哥及加勒比海地区的定期和包机服务。集团内另一姊妹公司为阳翼假期。

## 历史
阳翼航空自2005年11月起开始用波音737-800客机提供前往加拿大国内，美国，墨西哥，加勒比海地区的航班。其总裁一直由马克威廉姆斯担任。
阳翼航空于2009年9月29日被SellOffVacations所合并，在此基础上与英国的途易旅游签署了合作协议。

## 机队

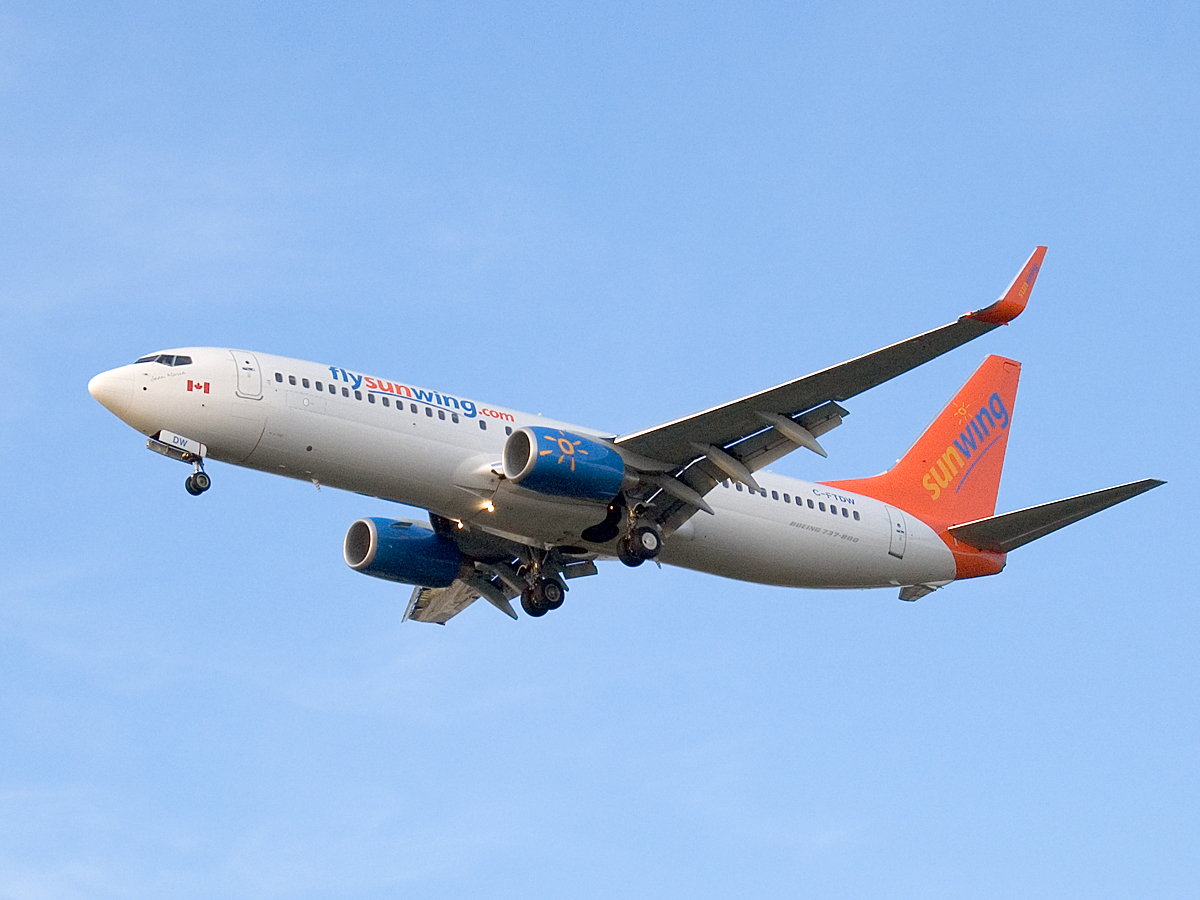
阳翼航空波音737-800降落在多伦多皮尔逊国际机场

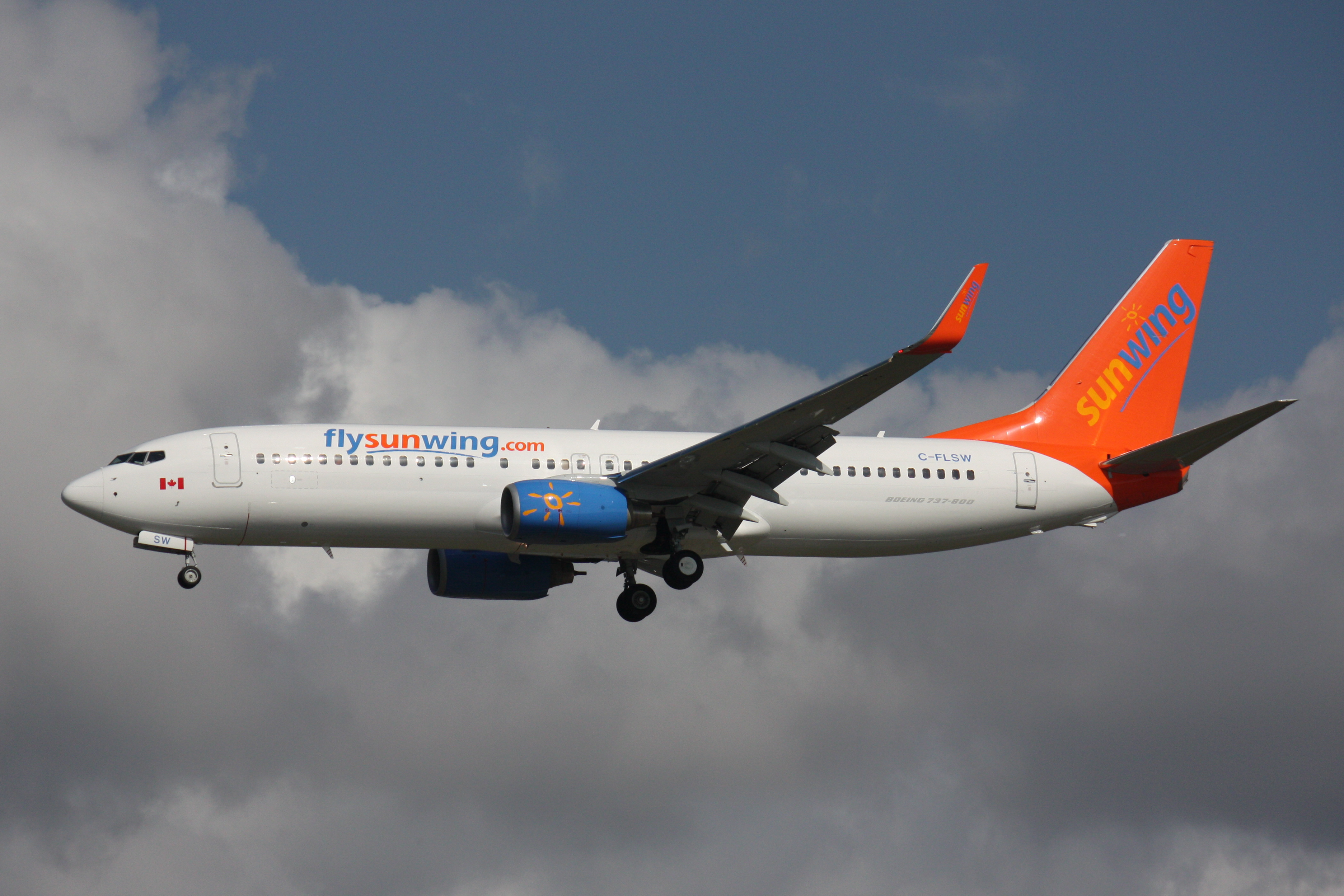
阳翼航空波音737-800降落在温哥华国际机场

截至2015年11月，公司机队共由24架波音737-800组成。机队平均机龄为4.1年，所有航班都统一设置为全经济舱并有189个座位。
2015年初宣布將從ALC租賃2架737-800，與4架737 MAX 8。

## 图片

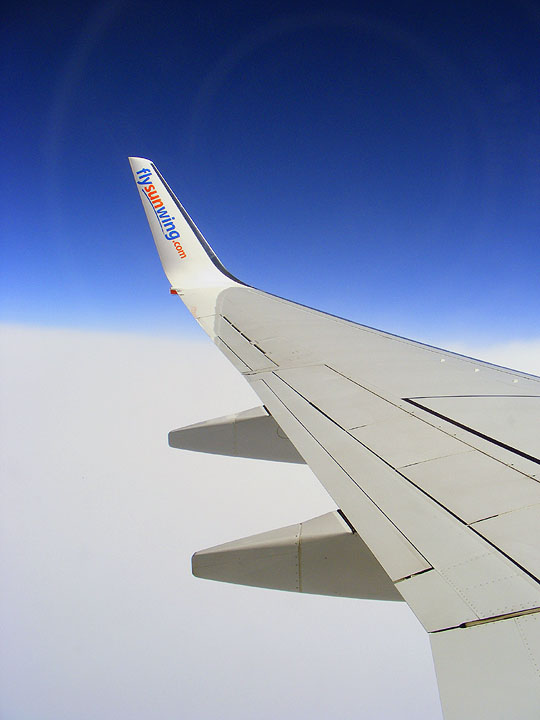
前往哈利法克斯途中所拍摄到的翼尖